# Florenciella lugubris
Florenciella lugubris is een straalvinnige vissensoort uit de familie van diepwaterkardinaalbaarzen (Epigonidae). De wetenschappelijke naam van de soort werd voor het eerst geldig gepubliceerd in 1965 door Giles W. Mead & J. E. De Falla. Het holotype werd gevangen in het equatoriaal deel van de Indische Oceaan op ongeveer 60° oosterlengte en 2° zuiderbreedte door R/V (research vessel) Anton Bruun in het kader van de International Indian Ocean Expedition van het American Program in Biology in augustus 1963.